# Адміністративний поділ Данії

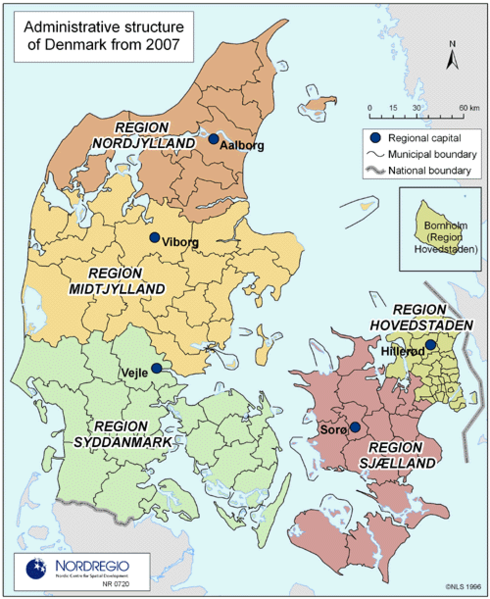
Адміністративний поділ Данії

Адміністративно Королівство Данія поділяється на 5 регіонів: (дан. regioner, у однині: region) і загалом 98 муніципалітетів. Регіони були створені 1 січня 2007 року внаслідок Данської муніципальної реформи для того, щоб замінити традиційні данські провінції і водночас для підпорядкування муніципалітетів Данії більшим адміністративним одиницям і зменшенням їх чисельності від 270 до 98.
Тепер більшість із муніципалітетів мають населення понад 20 тисяч осіб, хоча і є кілька винятків. 
Ґренландія та Фарерські острови також входять до складу королівства Данія, але мають автономний статус і право самоврядування. У парламенті по два представники. Вони також діляться на комуни.